# 卡迪斯亞體育會
卡迪斯亞體育會（英語：Qadsia Sporting Club）是一家位於科威特首都科威特城的足球會，是國內其中一間最著名的球會。球隊早於1953年成立，當時名為「艾查捷拉」（Al Jazira），直到1960年10月20日才改名為卡迪斯亞，目前於科威特超級足球聯賽比賽，並曾 15 次奪冠。
卡迪斯亞於國內擁有最龐大的球迷團,以至到海灣地區及阿拉伯地區也有不少擁護者。其主要競爭對手為阿拉比和阿爾科威特。

## 榮譽

### 國內
- 科威特超級足球聯賽: 17
  - 1968–69賽季, 1970–71賽季, 1972–73賽季, 1974–75賽季, 1975–76賽季, 1977–78賽季
  - 1991–92賽季, 1998–99賽季, 2002–03賽季, 2003–04賽季, 2004–05賽季, 2008–09賽季
  - 2009–10賽季, 2010–11賽季, 2011–12賽季, 2013–14賽季, 2015–16賽季
- 科威特國王盃: 15
  - 1965年, 1967年, 1968年, 1972年, 1974年, 1975年, 1979年, 1989年
  - 1994年, 2003年, 2004年, 2007年, 2010年, 2012年, 2013年
- 科威特王儲盃:7
  - 1998年, 2002年, 2004年, 2005年, 2006年, 2009年, 2013年
- 科威特聯合會盃: 4
  - 2008年, 2008–09賽季, 2010–11賽季, 2012–13賽季
- 科威特超級盃: 3
  - 2009年, 2011年, 2013年
- Al Kurafi Cup （已停辦）: 2
  - 2002–03賽季, 2005–06賽季

### 亞洲賽
- 亞洲足協盃: 
  - 亞軍: 2010年
- 海灣聯賽冠軍盃: 2
  - 冠軍: 2000年, 2005年
  - 亞軍: 2006年

## 亞洲賽表現
- 亞洲聯賽冠軍盃: 4 次參賽

2004年: 分組賽
2006年: 準決賽
2008年: 半準決賽
2014年: 外圍賽第三輪
- 亞洲足協盃: 4 次參賽

2010年: 亞軍
2011年: 十六強
2012年: 十六強
2013年: 亞軍
- 亞洲俱樂部錦標賽: 1 次參賽

2000年: 第一圈（放棄）
- 亞洲盃賽冠軍盃: 2 次參賽

1990–91賽季: 第一圈
1994–95賽季: 第二圈

## 外部連結
- 官方網站 （页面存档备份，存于）（阿拉伯文）